# Saxenburgerdwarsstraat
De Saxenburgerdwarsstraat is een straat in Amsterdam-West.

## Ligging en geschiedenis
De straat van net iets langer dan vijftig meter werd aangelegd toen het grondgebied nog toebehoorde aan de gemeente Nieuwer-Amstel. De omgeving maakte toen deel uit van een industriegebied dat in de loop der eeuwen was ontstaan aan en langs de Overtoomsche Vaart, een relatief drukke uitgangsroute van Amsterdam richting Leiden. Zo stond er in het gebied een pottenbakkersfabriek met aanpalende tuinen, beide bekend onder de naam Saxenburg. 
Opvallend is dat de meeste straten in de omgeving de verbinding verzorgen tussen de Overtoom en het Vondelpark; dit is een van de weinige straten in de Vondelparkbuurt die evenwijdig aan het park lopen.
De straat werd rond 1880 samen met de Saxenburgerstraat, vermoedelijk direct na de sloop van Saxenburg, ernaar vernoemd. De straat vormt samen met Saxenburgstraat en de Schoolstraat een soort lus tussen Overtoom en Vondelpark.
De gemeente Amsterdam nam de straatnaam bij de annexatie in 1896 ongewijzigd over. De straat gaf toegang tot de stallingen en garages van de A.R.M., toen die gesloopt werden, kreeg de straat verbinding met het Rijtuigenhof.
Er is geen kunst in de open ruimte te vinden, behalve enkele beeldhouwwerken aan een schoolgebouw. Er heeft nooit openbaar vervoer door de straat gereden.

## Gebouwen
Oneven huisnummers lopen op van 1 tot en met 15, even van 2 tot en met 6. De meeste gebouwen stammen uit de tijd dat de omgeving werd volgebouwd. Een uitzondering wordt gevormd door Saxenburgerdwarsstraat 2, een huis dat gebouwd is omstreeks 1994. Een groot deel van de zuidelijke gevelwand wordt in beslag genomen door een schoolgebouw. De architectuur is doorsnee voor de periode, er zijn dan ook geen gebouwen met de status rijksmonument of gemeentelijk monument.  

### Saxenburgerdwarsstraat 6
Het grootste gebouw aan de straat is een school, die vanaf 1881 gebouwd werd onder ontwerp van gemeente-opzichter, timmerman en makelaar Gerrit Saling Nout (1824-1901), die zelf aan de Overtoom woonde. De straatnaam was nog niet echt bekend, want de plaats werd aangeduid als “aan den Overtoomsche Vaart”. Initiatief kwam onder meer van wethouder Aart Streefkerk (1813-1894), die optrad als waarnemend burgemeester, vanwege het overlijden van Abram Wiegel op 18 juli 1881. Streefkerks naam is vastgelegd is een ingemetselde steen. Voordat de nieuwe burgemeester Constantijn van Citters aantrad was het schoolgebouw opgeleverd. De school is de naamgever van de Schoolstraat die op de school uitkomt.

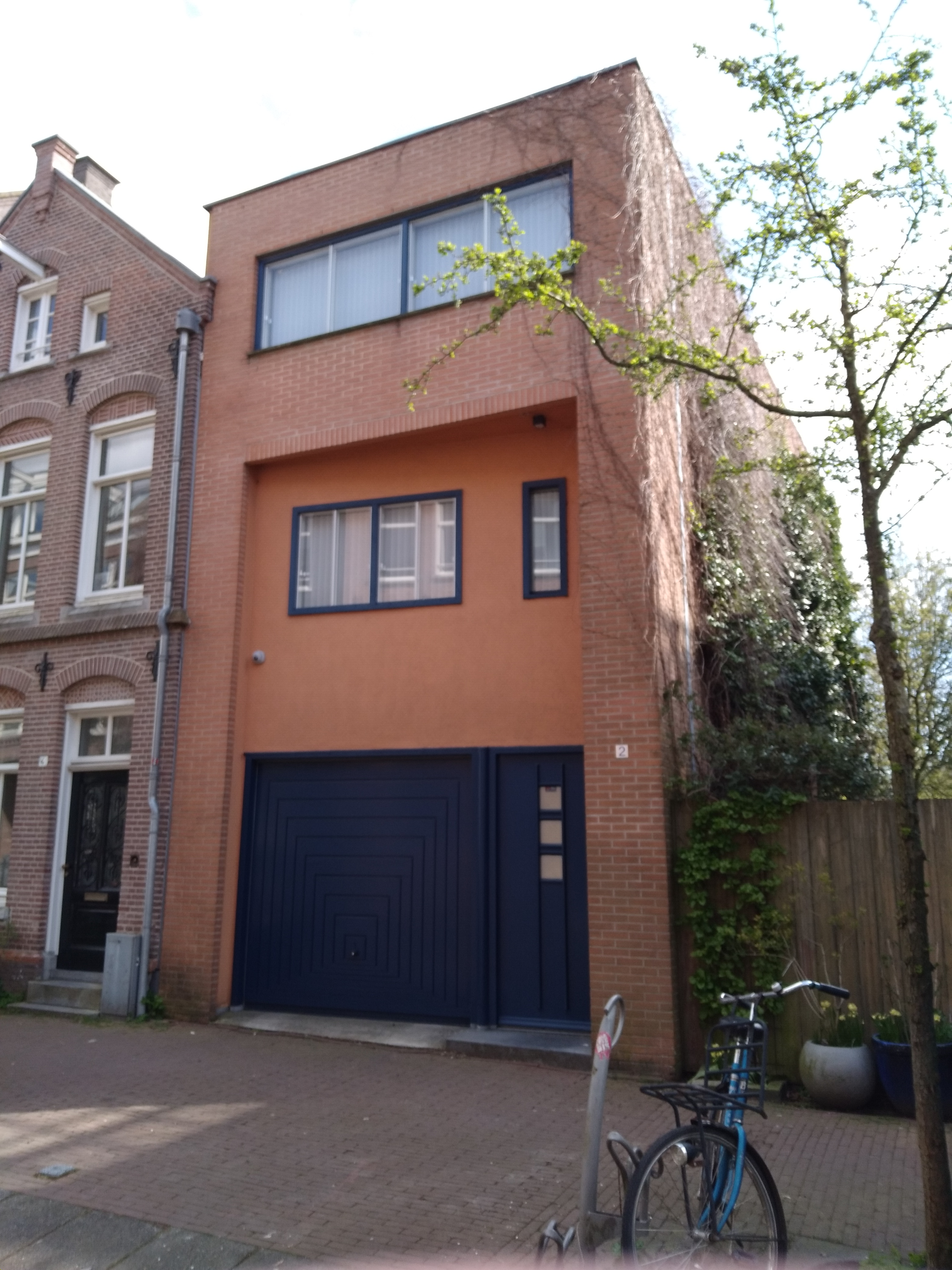
Saxenburgerstraat 2 (april 2021)

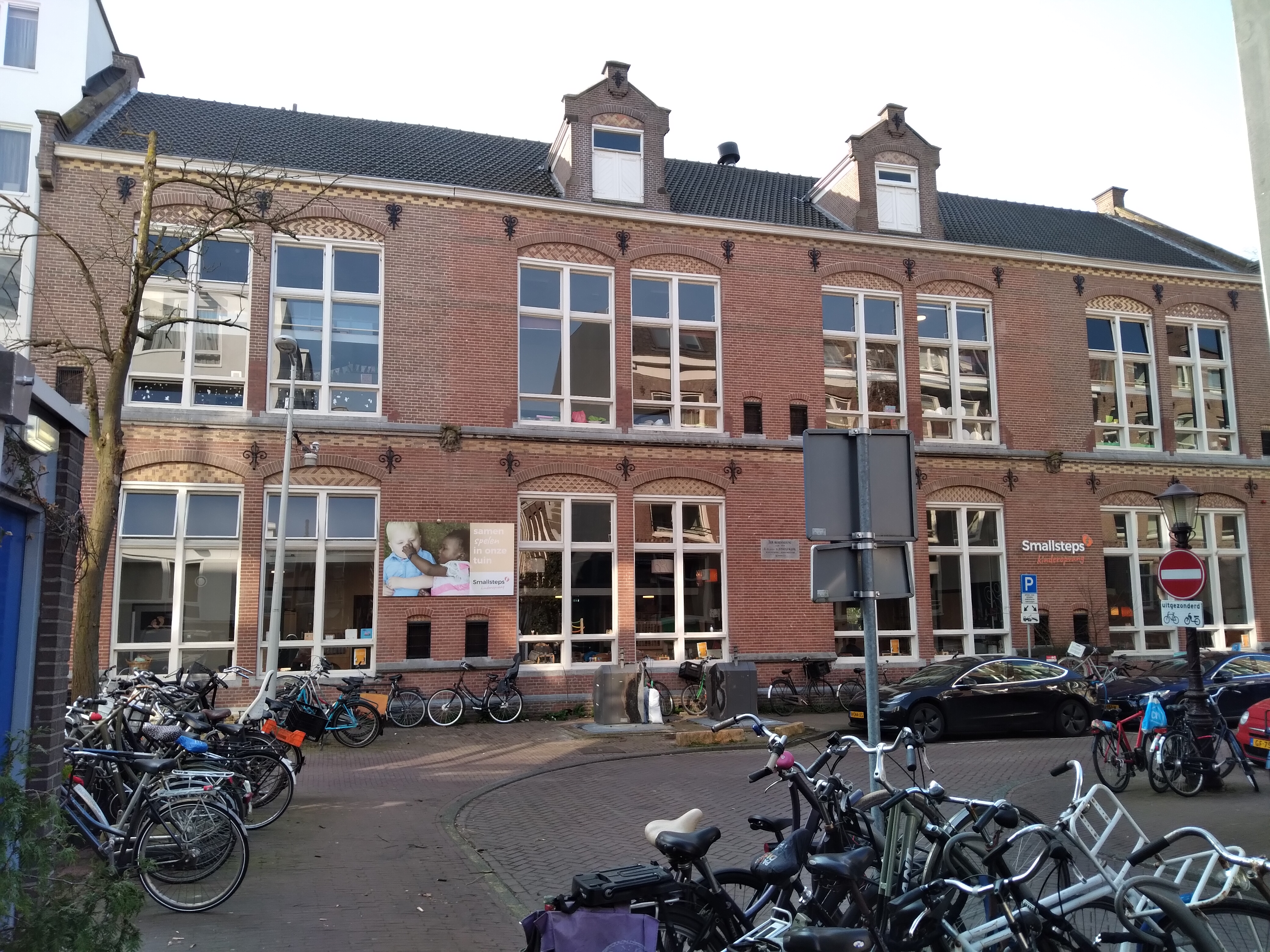
Saxenburgerdwarsstraat 6 (maart 2021)